# Nuevo Rosario
Nuevo Rosario är en ort i Mexiko.   Den ligger i kommunen Ocosingo och delstaten Chiapas, i den sydöstra delen av landet, 800 km öster om huvudstaden Mexico City. Nuevo Rosario ligger 862 meter över havet och antalet invånare är 206.
Terrängen runt Nuevo Rosario är varierad. Runt Nuevo Rosario är det glesbefolkat, med 16 invånare per kvadratkilometer. Närmaste större samhälle är Ocosingo, 13,3 km väster om Nuevo Rosario. I omgivningarna runt Nuevo Rosario växer i huvudsak städsegrön lövskog.